# Pierre Cyriac
Pierre Cyriac (né  en Limousin  et mort à Rome en 1351  est un cardinal français du XIVe siècle.

## Biographie
Pierre Cyriac est créé cardinal par le pape Clément  VI lors du consistoire du 20 septembre 1342. Le cardinal Cyriac est légat apostolique en Italie, à l'occasion de l'année sainte de 1350. 